# Ofiolito

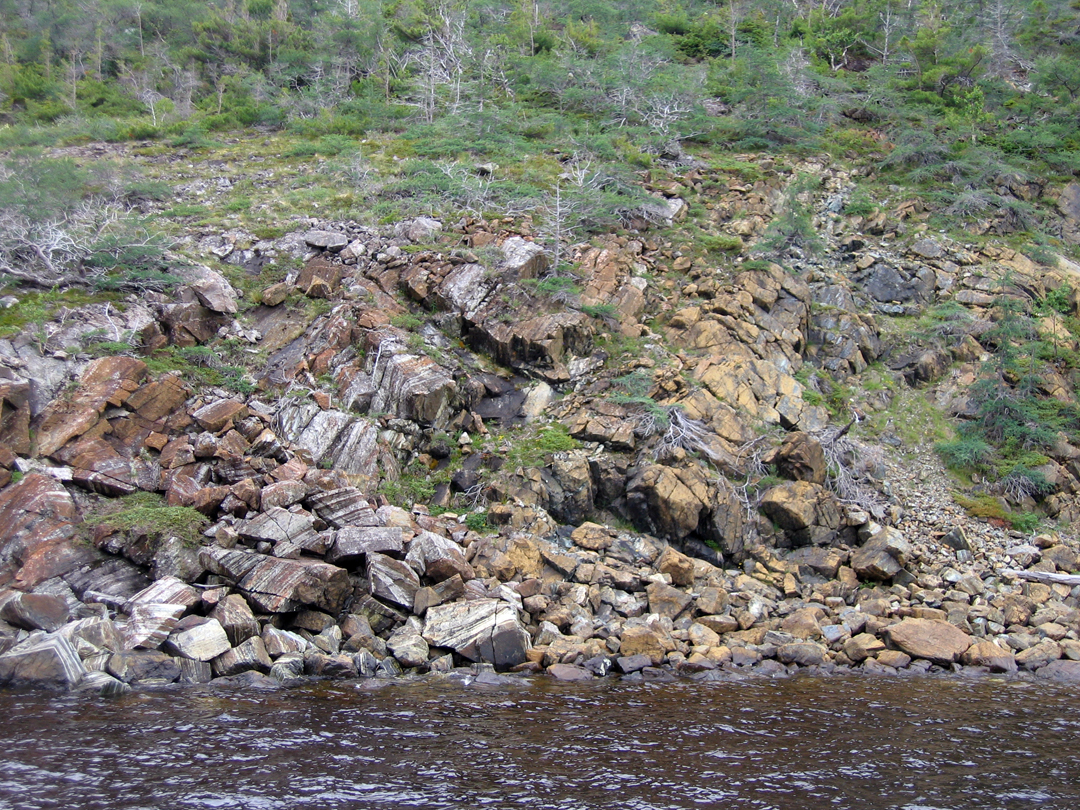
Ofiolito do período Ordoviciano no Gros Morne National Park, Newfoundland.

Ofiolito (do grego antigo "ophios", serpente, + "lithos", rocha) é um conjunto litológico que representa uma sequência mais ou menos completa de rochas que formavam uma antiga porção de crusta oceânica e do manto superior a ela subjacente.
Devido à sua maior densidade e à sua posição relativa, só em condições excepcionais é possível observar fragmentos de crusta oceânica sobre os continentes, mas sempre em afloramentos desarticulados. Os ofiolitos ocorrem à superfície por acção dos processos tectónicos de obducção, podendo ser encontrados afloramentos ofiolíticos a grandes altitudes, fazendo parte de cadeias montanhosas.

## O que são ofiolitos
Até meados do século XX, os antigos geólogos eram surpreendidos pela existência, na cordilheira dos Alpes, de um estranho conjunto de rochas, diferentes de tudo aquilo que se podia observar nos afloramentos continentais: camadas de densos e escuros peridotitos, piroxenitos e gabros, rochas vulcânicas e corpos de rochas serpentínicas, cobertas por uma fina camada de rochas sedimentares pelágicas, como calcários e chertes.
Em 1821, Alexandre Brongniart atribuiu a este conjunto litológico a designação de ofiolito ("pedra-serpente"), a partir dos afloramentos de serpentina que os caracteriza. 
A sua constante alteração e fracturação, aliadas à total ausência de fósseis para os datar, transformou os ofiolitos em enigmas, até que a Tectónica de Placas viesse finalmente esclarecer a sua origem e o seu papel nos processos geodinâmicos.

## Origem submarina dos ofiolitos
Até ao advento da Teoria da Expansão dos Fundos Oceânicos, já na segunda metade do século XX, desconhecia-se a origem e a composição da crusta oceânica. A partir dessa altura, constatou-se a sua semelhança com a composição dos complexos ofiolíticos. 
Sendo um ofiolito um fragmento de crusta oceânica que, por obducção, cavalgou um continente, o cortejo de rochas que o constituem reflecte a origem dos fundos oceânicos. Nessa sequência sucedem-se, da base para o topo:

- rochas residuais mantélicas, normalmente peridotitos;

- cumulados de rochas máficas (piroxenitos e gabros);

- diques verticais: 

- rochas vulcânicas, com estrutura em almofada (pillow lava);

- rochas sedimentares pelágicas.

## Exemplos de complexos ofiolíticos

### O Ofiolito de Omã
O Ofiolito de Omã é o maior complexo ofiolítico do mundo. Consiste num fragmento de litosfera oceânica cretácica que obductou o escudo arábico. A extensa exposição de uma quase completa secção de crusta oceânica e manto superior (com cerca de 500 quilómetros de comprimento, 50 de largura e 14 quilómetros de espessura), fizeram com que este ofiolito seja um dos mais bem estudados do mundo. Porém, a sua origem e evolução ainda são objecto de discussão entre a comunidade científica.

Quanto à constituição, este complexo ofiolítico consiste numa sequência (do topo para a base) de pillow lavas, diques verticais, gabros em camadas, zona de transição (correspondente à descontinuidade de Mohorovicic) e peridotitos mantélicos.

### A Nova Guiné
A parte norte da ilha da Nova Guiné, apresenta uma extensa série ofiolítica que aflora ao longo de 400 quilómetros por 40 quilómetros de largura, traduzindo um episódio de obducção que terá ocorrido no Eoceno (50 a 55 Ma). Do topo para a base são exibidos basaltos de afinidade toleítica, maciços ou em pillow lavas, cumulados de gabros, peridotitos e tectonitos metamorfizados.
O seu enquadramento tectónico está relacionado com a colisão do bordo nordeste da Placa Australiana com a Placa do Pacífico, prolongando-se até à Nova Caledónia, ilha onde se pode observar complexo ofiolítico semelhante.

### O Complexo Ofiolítico de Beja-Acebuches
O Complexo Ofiolítico de Beja-Acebuches, no sul de Portugal e Espanha, corresponde a um longo cinturão metamórfico de alto grau que se estende ao longo do limite entre a Zona de Ossa-Morena e a Zona Sul-Portuguesa, dois terrenos geológicos que colidiram no final do Paleozoico. Compreende uma sequência litoestratigráfica que inclui, do topo para a base, metabasaltos, intrusões de  diques metamorfizados em gabros, flasergabros e metaserpentinitos.